# Сентер (Северна Дакота)
Сентер (енгл. Center) град је у америчкој савезној држави Северна Дакота.

## Демографија
По попису из 2010. године број становника је 571, што је 107 (-15,8%) становника мање него 2000. године.
| Група             | 2000.       | 2010.       |
| Белци             | 635 (93,7%) | 537 (94,0%) |
| Афроамериканци    | 3 (0,4%)    | 3 (0,5%)    |
| Азијати           | 0 (0,0%)    | 0 (0,0%)    |
| Хиспаноамериканци | 4 (0,6%)    | 11 (1,9%)   |
| Укупно            | 678         | 571         |